# ایستگاه راه‌آهن وانزوورث رود
ایستگاه راه‌آهن وانزوورث رود (انگلیسی: Wandsworth Road railway station) یک ایستگاه راه‌آهن در شهر لندن، انگلستان است.
این ایستگاه که در ناحیه کلاپام قرار دارد در سال ۱۸۶۳ میلادی تأسیس شده و جزئی از خط جنوب متروی زمینی لندن و راه‌آهن انگلستان است.